# Kanín
Kanín (deutsch Kanin) ist ein Ortsteil der Gemeinde Opolany in Tschechien. Er liegt sechs Kilometer südöstlich von Poděbrady und gehört zum Okres Nymburk.

## Geographie

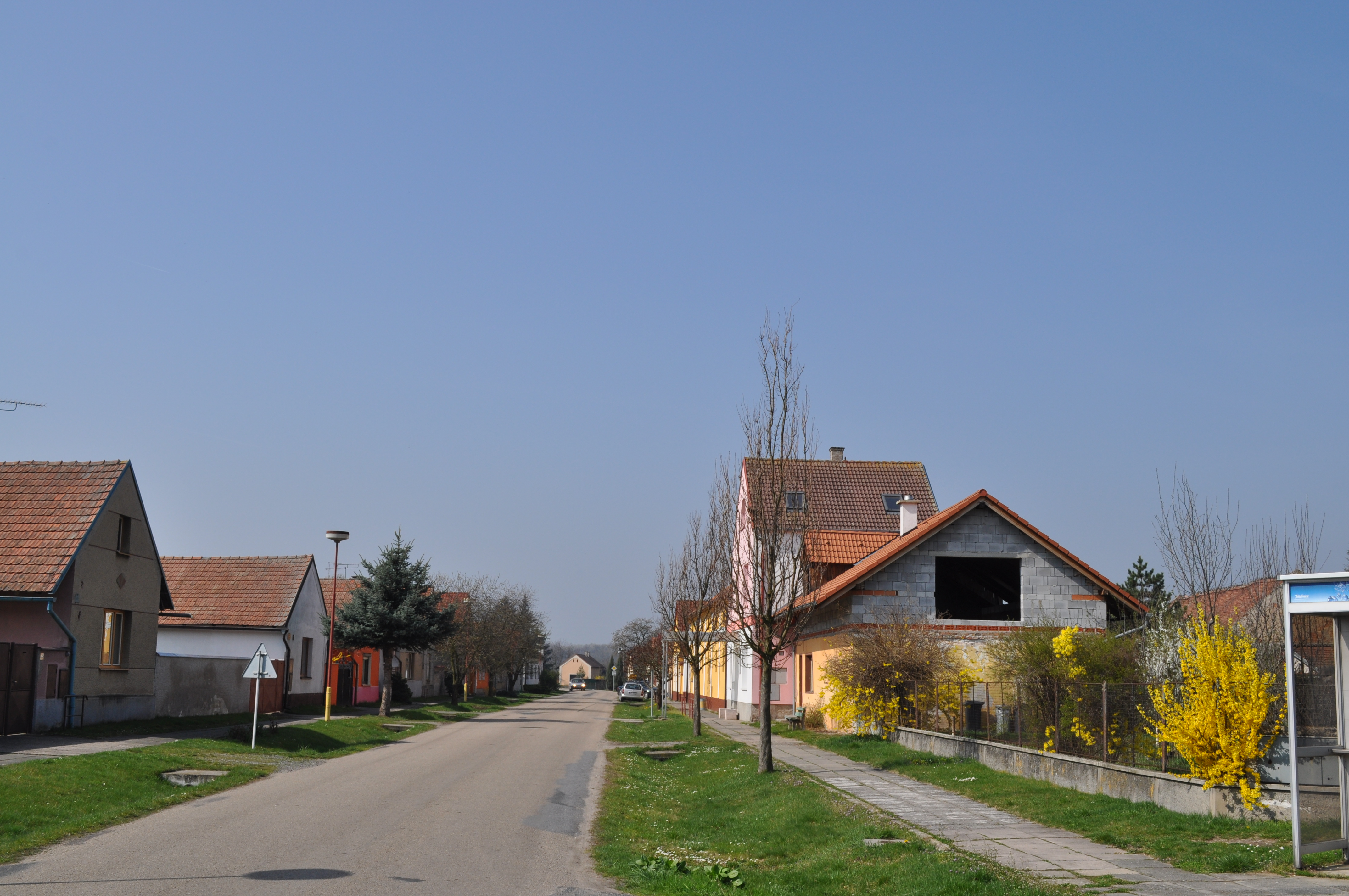
Kanín

Kanín befindet sich am linken Ufer der Cidlina auf der Ostböhmischen Tafel. Westlich führt die Bahnstrecke Kolín–Děčín vorbei. Im Südosten kreuzen sich am Rande des Borwaldes die Bahnstrecke Velký Osek–Trutnov und die Autobahn D 11/Europastraße 67. Südwestlich liegt in den Elbauen der zum Naturschutzgebiet erklärte Auwald Libický luh.
Nachbarorte sind Odřepsy und Mlýnek im Norden, Opolany im Nordosten, Sány im Osten, Hájky und Volárna im Südosten, Velký Osek im Süden, Oseček im Südwesten sowie Libice nad Cidlinou im Nordwesten.

## Geschichte

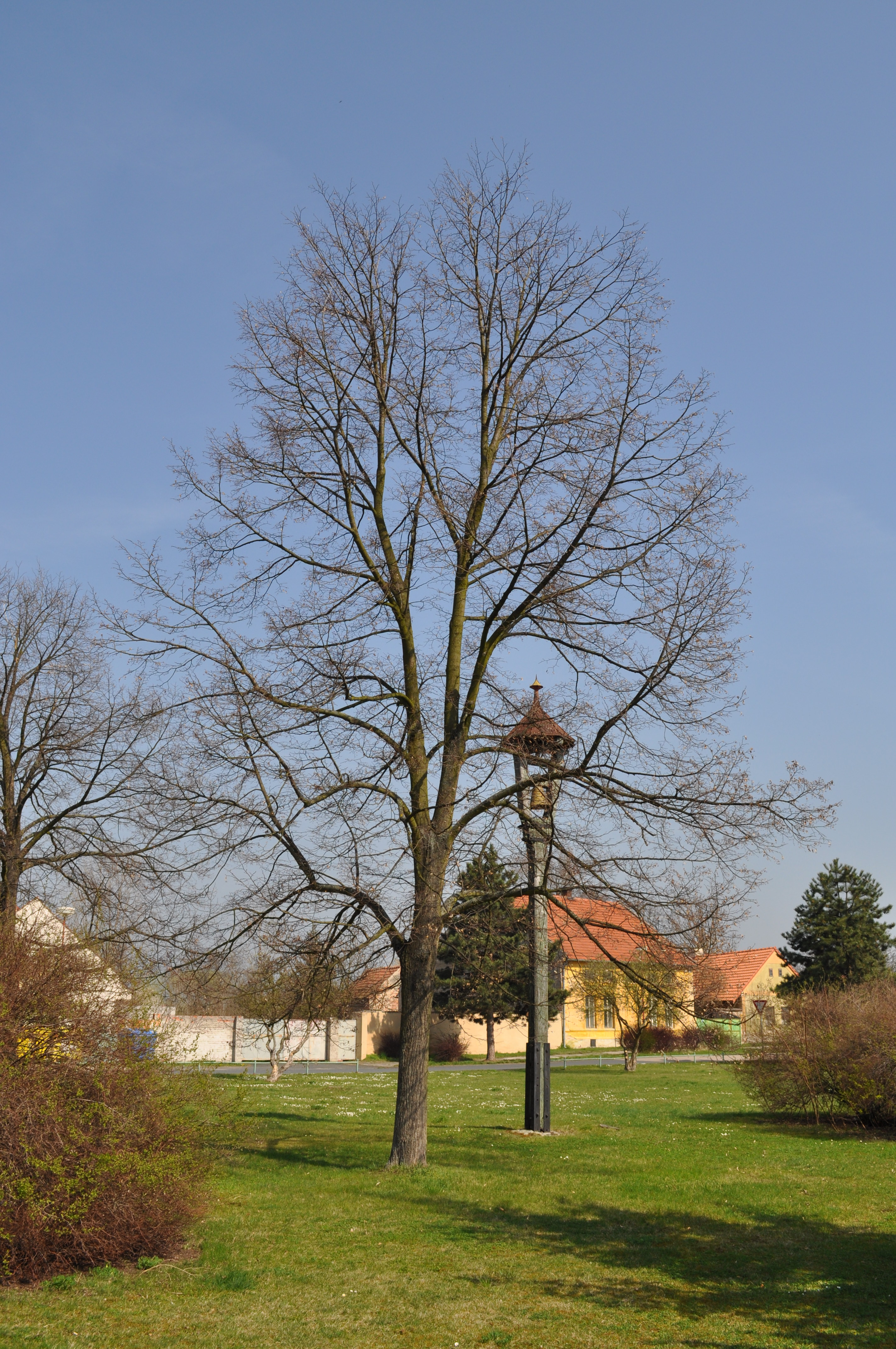
Glockenturm in Kanín

Die erste schriftliche Erwähnung von Kanin erfolgte 1228, als das Dorf zusammen mit Libice nad Cidlinou, Opolany und Oldříš als Besitz des Benediktinerinnenklosters des hl. Georg auf der Prager Burg genannt wurde. In den Hussitenkriegen gelangte Kanín 1420 in weltliche Hände und wurde 1437 von Kaiser Sigismund an Georg von Podiebrad verpfändet, der sie seiner Herrschaft Podiebrad anschloss. Im Jahre 1487 wurde Kanín zusammen mit Opolany und Sány Teil der Herrschaft Kolín.
Im Jahre 1843 bestand das im Kauřimer Kreis gelegene Rustikaldorf Kanin bzw. Kanjn aus 35 Häusern, in denen 251 Personen, darunter 23 protestantische Familien lebten. Im Ort gab es ein Wirtshaus. Katholischer Pfarrort war Libitz; der Amtsort war Kaisersdorf. Bis zur Mitte des 19. Jahrhunderts blieb Kanin der Herrschaft Kolín untertänig.
Nach der Aufhebung der Patrimonialherrschaften bildete Kanín ab 1849 eine Gemeinde im Gerichtsbezirk Königstadtl. 1862 erwarb Franz Horsky die Grundherrschaft Kolin von den Erben des Wenzel Baron Veith. Horsky leitete umgehend eine Modernisierung der Landwirtschaft ein. Ab 1868 gehörte das Dorf zum Bezirk Poděbrad. Im Jahre 1869 begann die Österreichische Nordwestbahn in der Umgebung des Dorfes mit dem Bau der Eisenbahnen von Kolín nach Jungbunzlau und von Wossek nach Pelsdorf, die im Jahre darauf in Betrieb genommen wurden. Zum 1. Januar 1961 wurde Kanín nach Opolany eingemeindet und kam zugleich zum Okres Nymburk. 1991 hatte der Ort 212 Einwohner. Im Jahre 2001 bestand das Dorf aus 98 Häusern, in denen 200 Menschen lebten.
Über die Fluren von Kanín führt die Autobahn D 11, die auf dem Abschnitt bis Hradec Králové am 20. Dezember 2006 für den Verkehr freigegeben wurde.